# Cinefotocolor
El cinefotocolor fue una técnica cinematográfica que permitía el color en el cine. Fue desarrollada por Daniel Aragonés en España en la década de 1940. Consistía en una alternativa mucho más barata al technicolor imperante en el cine estadounidense de ese periodo.
De los 35 largometrajes realizados en color en España entre 1948 y 1954, 18 fueron realizados en cinefotocolor, de manera total o parcial. Este sistema fue empleado bastante por la productora Suevia Films, en producciones de cine musical folclórico, especialmente con sus dos grandes estrellas de esos momentos Lola Flores y Paquita Rico.